# ホロフェルネスの遺骸の発見
『ホロフェルネスの遺骸の発見』（ホロフェルネスのいがいのはっけん、伊: La Scoperta del cadavere di Oloferne, 英: The Discovery of the Corpse of Holofernes）は、イタリアの盛期ルネサンスの巨匠サンドロ・ボッティチェッリが1469年から1470年ごろに制作した絵画である。テンペラ画。『旧約聖書』「ユディト記」に登場する古代イスラエルの女傑ユディトの伝説を主題としている。ボッティチェッリ初期の小品で、対作品『ユディトのベツリアへの帰還』（Il Ritorno di Giuditta a Betulia）とともに、トスカーナ大公妃ビアンカ・カッペッロの所有する絵画であったことが知られている。現在はフィレンツェのウフィツィ美術館に所蔵されている。

## 主題
「ユディト記」によると、アッシリアの王ネブカドネザル2世はメディア王国との戦争に勝利したのち、協力しなかったイスラエルをふくむ地中海東岸の諸都市を滅ぼそうとした。大軍を与えられた司令官ホロフェルネスは諸都市を攻略しながらイスラエルに迫り、ベツリアを包囲した。町の指導者オジアスは降伏を決意したが、信仰心の篤いユディトは彼らを励ました。ユディトは召使の女を連れてホロフェルネスの陣営に赴き、行軍の道案内を申し出た。美しいユディトは歓迎され、彼女を口説こうとするホロフェルネスの酒宴に呼び出された。しかしホロフェルネスは彼女に魅了されて泥酔すると、ユディトはホロフェルネスの剣で彼の首を切り離し、召使とともにベツリアに帰還した。

## 作品

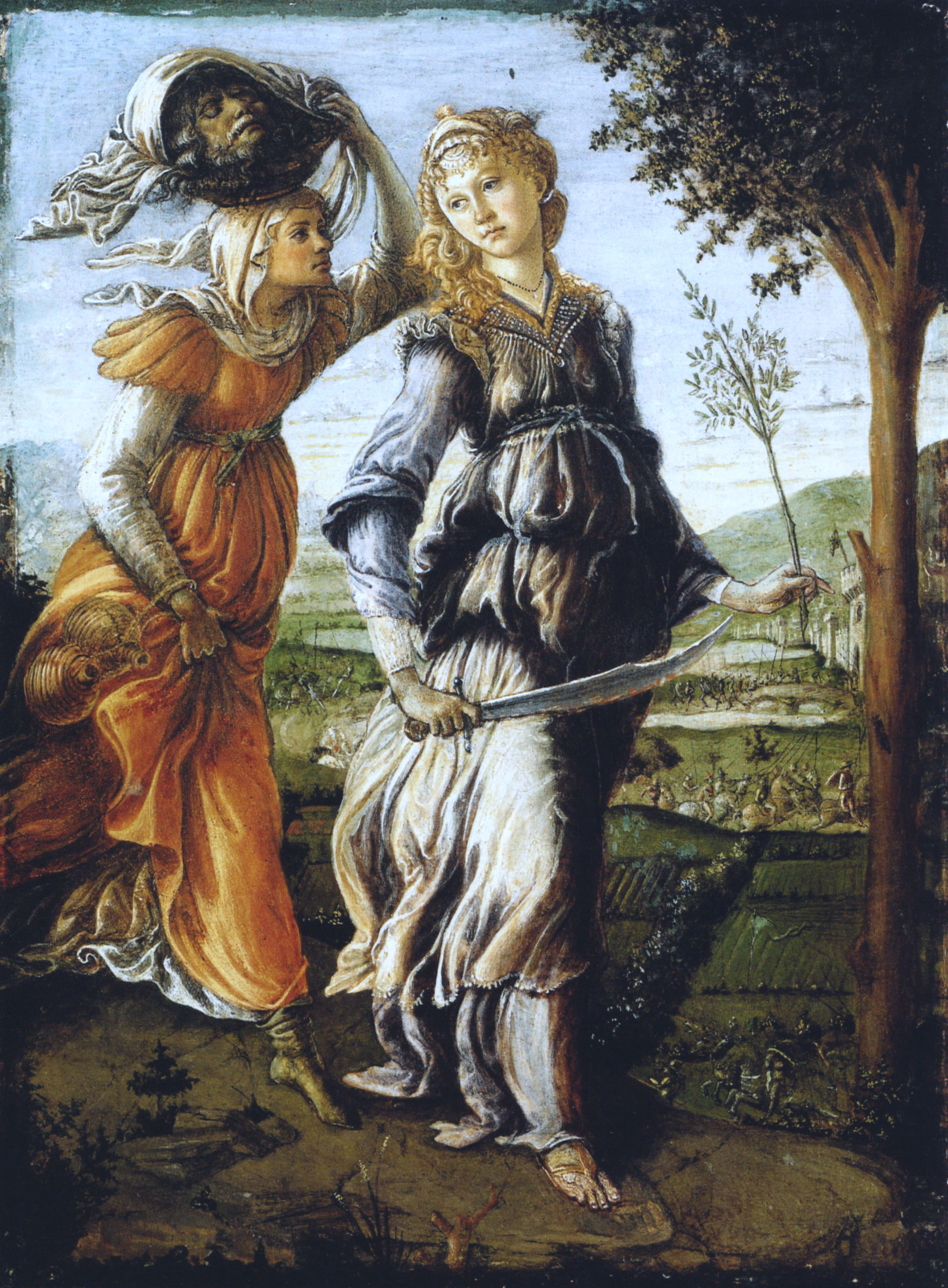
対作品『ユディトのベツリアへの帰還』。ウフィツィ美術館所蔵。

司令官ホロフェルネスの首のない遺体が彼の部下である将兵たちによって発見されている。彼らのファッションは東方の異国情緒を醸し出している。寝台の上にはホロフェルネスの半裸の遺体が横たわり、首の切断面からは鮮血があふれ出ている。寝台のシーツをめくって遺体を確認しているのは黒い鎧をまとった武人である。天幕の中は狼狽や失望、恐怖や悲嘆など様々な感情が渦巻いている。彼らの身振りも様々で、ある者は悲嘆して両手で顔を覆い、ある者は両手をあげて驚き、ある者は天を仰ぎ見ている。天幕の入口からは外の風景が見える。明け方の空にはたなびく雲が日の光を受けて輝き、地平線の向こうにはベツリアの街が見える。もう一方の絵画『ユディトのベツリアへの帰還』では、ホロフェルネスの首を持ってベツリアに帰還するユディトと召使の女の様子が描かれている。
師であるフィリッポ・リッピがスポレートに移住したのちに制作された作品で、フィリッポ・リッピに加えて、アンドレア・デル・ヴェロッキオや、アントニオ・デル・ポッライオーロおよびピエロ・デル・ポッライオーロの影響が表れている。両作品では特に後の『プリマヴェーラ』（Primavera）の優雅さと線形主義を先取りしたポッライオーロ兄弟の影響が指摘されている。
ボッティチェッリの捉え方は劇的である。鑑賞者はホロフェルネスの遺体と直接対峙するため、まるで殺人が起きた現場に居合わせたかのような印象を受ける。事件を劇的に描くため遠近法にはそれほど注意を払っておらず、寝台の周囲に集まった者たちの身長を異様に高く描いている。それによって鑑賞者の注意はより自然に遺体に向くことになる。ホロフェルネスの遺体は若々しく、均整が取れたプロポーションをしており、ボッティチェッリが古典古代の理想美の研究に注力していたことをうかがわせる。遺体の力強い描線はポッライオーロを踏襲したものである。卓越した部下たちの武具や衣服の明暗表現にもかかわらず、画面上部で重々しく垂れさがる天幕が画面全体の陰鬱で悲劇的な印象をより一層高めている。ただし、ホロフェルネスの遺体の若々しさに対して、『ユディトのベツリアへの帰還』に描かれた首は老人のように見えるため、作品間の身体描写の不一致が指摘されている。
本作品の遠近法的不均衡により、同時期の『剛毅』（Fortezza）よりも早く制作されたと考えられている。
小型の作品にもかかわらず、その描写は細密画のように繊細かつ微細である。普段大切に保管され、特別な機会に間近で鑑賞したり、知人に見せるために使用されたと考えられている。
板絵はわずかに反っているが、保存状態は良好である。

## 来歴

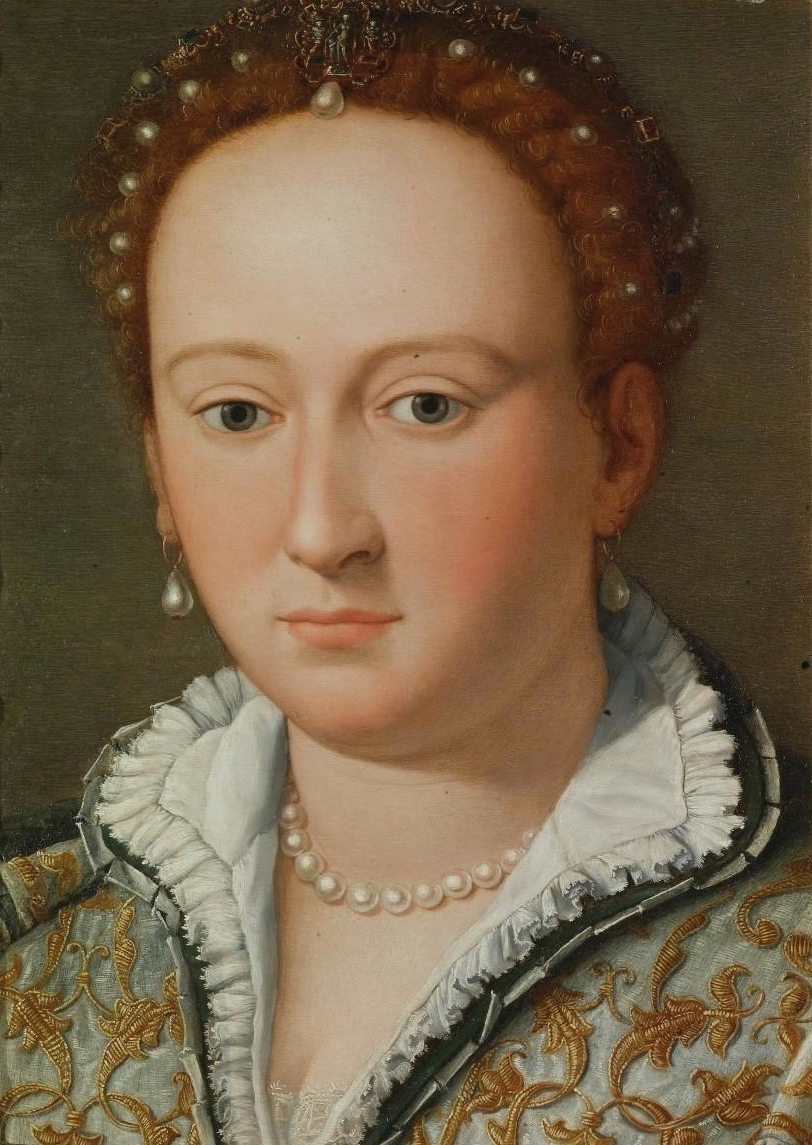
アレッサンドロ・アローリの1578年の作品『ビアンカ・カッペッロの肖像』。ウフィツィ美術館所蔵。

両作品は16世紀後半の史料に対作品に確認することができる。1584年に詩人・美術評論家のラファエロ・ボルギーニは著書『絵画と彫刻の休息』（Il Riposo）の中で両作品について言及している。それによると、所有者の彫刻家・美術収集家ロドルフォ・シリガッティは、トスカーナ大公フランチェスコ1世・デ・メディチの2番目の妻ビアンカ・カッペッロに両作品を献上したという。当時、両作品は二連画として彫刻と金箔が施されたクルミ材の額縁に収められていた。1587年にビアンカが死去すると、絵画は翌1588年に息子のアントニオ・デ・メディチに相続され、メディチオ・ディ・サン・マルコ小邸宅のコレクションに加わった。1633年にウィツィ宮殿に収蔵されたのち、背中合わせの形に額装された。現在、両作品は分離され、額装されていない状態のままガラスケースの中で展示されている。